# Distrito de Luisiana
El Distrito de Luisiana fue una designación oficial y temporal del gobierno de los Estados Unidos para la parte de la compra de Luisiana que no se había organizado en el Territorio de Orleans (la porción ubicada al sur del paralelo 33 norte, que ahora es la frontera entre los estados de Arkansas y Luisiana). El distrito existió oficialmente desde el 10 de marzo de 1804 hasta el 4 de julio de 1805, cuando se incorporó como Territorio de Luisiana.
El área al norte de la actual Arkansas se conocía comúnmente como Alta Luisiana. El distrito de Luisiana en los Estados Unidos tuvo dos encarnaciones: primero, como un distrito militar administrado por el gobierno federal (10 de marzo de 1804 - 30 de septiembre de 1804); luego como un territorio organizado (1 de octubre de 1804 - 4 de julio de 1805) bajo la jurisdicción del Territorio de Indiana.
Bajo los dominios español y francés también se había creado una división administrativa de nombre "distrito de Luisiana".

## Distrito militar de Luisiana (1804)
En la legislación promulgada el 31 de octubre de 1803, el Congreso estableció disposiciones para un gobierno temporal del territorio comprado a Francia. El presidente estaba autorizado a utilizar las fuerzas militares para mantener el orden, aunque el gobierno civil local continuaría como lo había hecho bajo los dominios francés y español.
Este gobierno militar estuvo en vigor desde el 10 de marzo de 1804 — la fecha oficial de transferencia de manos francesas (conocido como Día de las Tres Banderas) — hasta el 30 de septiembre de 1804. En este momento, el distrito se dividió en cinco divisiones administrativas o subdistritos: Nueva Madrid, Cabo Girardeau, Ste. Genevieve, St. Charles y San Luis.
Amos Stoddard sirvió durante este tiempo como comandante del distrito.

## Distrito civil de Luisiana (1804-1805)
El 26 de marzo de 1804, el Congreso promulgó una legislación vigente a partir del 1 de octubre de 1804 que extendió la autoridad del gobernador y los jueces del Territorio de Indiana para proporcionar jurisdicción temporal sobre el Distrito de Luisiana.
Más tarde ese año, el gobernador territorial de Indiana, William Henry Harrison, y los jueces territoriales Davis, Griffin y Vandenberg celebraron un tribunal en la capital del distrito de San Luis y promulgaron leyes para la región.
El 4 de julio de 1805, el Distrito de Luisiana fue redesignado como Territorio de Luisiana (1805-1812), cuando adquirió su propio gobierno territorial, inspirado en el del Territorio de Indiana.

## Preocupaciones de los habitantes
Según los términos de la ley que establece el gobierno temporal, el gobernador y los jueces del Territorio de Indiana debían reunirse dos veces al año en San Luis. Sin embargo, los colonos al oeste del río Misisipi se quejaron enérgicamente del arreglo. La oposición fue indicada por:
- Protestas por políticas que no reconocen las anteriores mercedes de tierras españolas (incluida la propiedad de Daniel Boone);
- Objeciones a las políticas que desalojan a los colonos de sus tierras en previsión de que se les otorguen áreas a los indígenas estadounidenses — que serían reubicados al oeste del río Misisipi;
- Desaprobación por la implementación del derecho consuetudinario cuando la tierra se había regido previamente por el derecho civil;
- Argumentos sobre la introducción de nuevos impuestos;
- Insatisfacción por la falta de disposiciones para la escolarización de la mayoría francófona;
- Debate acalorado sobre los temores de que las disposiciones de la Ordenanza del Noroeste que prohíben la propiedad de esclavos se implementen en áreas donde la esclavitud se había permitido históricamente;
- Preocupaciones de que la capital territorial de Indiana, Vincennes, estuviera a más de 180 millas de distancia de la capital del distrito, San Luis .

Los ciudadanos molestos del distrito de Luisiana se reunieron en San Luis en septiembre de 1804 para firmar una declaración de protesta formal por la anexión. Entre los firmantes se encontraba Auguste Chouteau.
Un evento notable durante este período fue la firma del Tratado de San Luis, en el que las tribus indias Sac y Fox cedieron el noreste de Misuri, el norte de Illinois y el sur de Wisconsin a los Estados Unidos. El resentimiento por este tratado hizo que las tribus se pusieran del lado de los británicos durante la guerra de 1812 en incursiones a lo largo de los ríos Misuri, Ohio y Misisipi y fue a estimular la guerra de Halcón Negro en 1832.
El 3 de marzo de 1805, el Congreso promulgó una legislación que organizaba el Distrito de Luisiana en el Territorio de Luisiana, a partir del 4 de julio de 1805. El gobierno territorial se organizó de manera similar al del Territorio de Indiana.